# Blanche de Navarre (1226-1283)
Pour les articles homonymes, voir Blanche de Navarre.
Blanche de Champagne, née en 1220, morte en 1283, est la fille aînée de Thibaut Ier, comte de Champagne et roi de Navarre, et d'Agnès de Beaujeu.
En 1236, elle épouse Jean Ier le Roux (1217-1286), duc de Bretagne. Ils auront huit enfants :
1. Jean II (1239-1305), duc de Bretagne. Son père lui transmit le titre de comte de Richmond en 1268 ;
2. Pierre (2 avril 1241 – 19 octobre 1268), seigneur de Dinan, Hédé, Léon, Hennebont et la Roche-Derrien ;
3. Alix de Bretagne (6 juin 1243 – 2 août 1288), mariée à Jean Ier de Blois-Châtillon, comte de Blois et de Chartres ;
4. Thibaut (23 juillet 1245 – 23 octobre 1246), inhumé dans l'église abbatiale Saint-Gildas de Rhuys ;
5. Thibaut (9 novembre 1247), mort jeune, inhumé dans l'église abbatiale Saint-Gildas de Rhuys ;
6. Aliénor (1248), morte jeune, inhumée dans l'église abbatiale Saint-Gildas de Rhuys ;
7. Nicolas (8 décembre 1249 – 14 août 1251), inhumé dans l'église abbatiale Saint-Gildas de Rhuys ;
8. Robert (6 mars 1251 – 4 février 1259), inhumé à l'église du couvent des Cordeliers de Nantes.

L'abbaye cistercienne de Prières, fondée par le duc Jean Ier, à Billiers en 1248, à sa requête est dotée de nombreuses possessions dans la paroisse dont les principales sont la seigneurie de l'Isle et de Guédas. Ainsi Jean Ier de Bretagne et son épouse Blanche de Navarre poursuivent la politique de leurs prédécesseurs vis-à-vis des implantations religieuses particulièrement cisterciennes :
- Jean Ier († 1286) est inhumé après sa mort en l'abbaye de Prières[3], fondée à sa demande et inaugurée pour des moines de l'abbaye de Buzay le 31 octobre 1252, malgré l'anathème qui frappait le duc à cette époque, en effet le duc de Bretagne, avait fait disparaître le prieuré de Coëtlan devenu prieuré Saint-Pabu, pour englober les terres de ce prieuré dans celles de son château de Suscinio, aussi pour se racheter, il décide de fonder une nouvelle maison[4] ; et
- Blanche est décédée au château de Hédé, et inhumée dans l'abbaye de la Joie d'Hennebont, fondée par elle le 5 août 1275 pour des sœurs de l'abbaye Saint-Antoine-des-Champs de Paris et leur abbesse Sibille de Beaugé († 1320), cousine germaine de la duchesse[5]. Son fils le duc Jean II lui éleva un splendide tombeau de cuivre commandé à Limoges. Seul son gisant en a été conservé. Il a été déplacé à Paris dans les collections du musée du Louvre, qui l'expose désormais à Lens.